# William J. Hamilton, Jr.
William John (Bill) Hamilton, Jr. (* 11. Dezember 1902 in Queens, New York City; † 27. Juli 1990 in Ithaca, New York) war ein US-amerikanischer Mammaloge und Hochschullehrer.

## Leben
Hamilton war einer von zwei Söhnen von William John Hamilton, Sr. und Charlotte Hamilton, geborene Richardson. Sein Interesse an der Naturgeschichte entwickelte sich schon in jungen Jahren und im Alter von zehn Jahren wurde er ein begeisterter Vogelbeobachter. 
Nach seinem Abschluss an der Flushing High School plante er, an der Harvard University zu studieren. Obwohl er dort bereits angenommen war, entschied er sich stattdessen, aufgrund der angebotenen Lehrgänge, für die Cornell University, wo er sich 1922 einschrieb.
Zunächst erwog er, eine Karriere in der Medizin anzustreben, doch dann entschied er sich für die Biologie. Er belegte das Hauptfach Entomologie, zu dem damals auch der Lehrgang Wirbeltierzoologie zählte, der von dem Herpetologen Albert Hazen Wright und dem  Ornithologen Arthur A. Allen unterrichtet wurde. 1926 erwarb Hamilton seinen Bachelor of Science und wurde von Wright ermutigt, sein Studium an der Cornell University fortzusetzen. 1928 erlangte er mit der Arbeit A contribution to the life history of the short-tailed shrew, Blarina brevicauda (Say) seinen Master-Abschluss bei den Professoren John G. Needham und Peter Claasen. 1930 wurde er unter der Leitung von Albert Hazen Wright mit der Dissertation Biology of the star-nosed Mole zum Ph.D. in Wirbeltierzoologie promoviert. 
Sein Laborlehrer in Wirbeltierzoologie war Francis Harper, ebenfalls ein Absolvent der Flushing High School, der 1925 an der Cornell University promoviert wurde. Sie wurden Freunde und Kollegen. 
Hamilton war von 1926 bis 1930 als Assistent in der Abteilung für Entomologie tätig. Nach seiner Promotion nahm er eine Stelle als Dozent für Wirbeltierzoologie am New York State College of Agriculture der Cornell University an. Er wurde 1937 zum Assistant Professor, 1942 zum außerordentlichen Professor und 1947 zum ordentlichen Professor befördert. Nach seiner Pensionierung wurde er zum emeritierten Professor ernannt. 
In den frühen 1930er Jahren wechselte Hamilton von der Abteilung für Entomologie in die neu gegründete Abteilung für Zoologie und kam 1948 in die Abteilung für Naturschutz (heute Abteilung für natürliche Ressourcen), die er mitbegründet hatte. Neben Hamilton gehörten auch Edward C. Raney (Ichthyologie, Säugetierkunde) sowie Arthur A. Allen und Peter P. Kellogg (Ornithologie) der neuen Abteilung an.
Während seines Studiums lernte Hamilton seine zukünftige Frau Nellie R. Rightmyer kennen. Sie heirateten 1928. Aus dieser Ehe gingen zwei Töchter und ein Sohn hervor, der Professor für Umweltstudien an der University of California, Davis wurde. Der Zweite Weltkrieg unterbrach Hamiltons Forschungs- und Lehrtätigkeit an der Cornell University. Im Jahr 1942 trat er in die United States Army ein und wurde zum Captain im Medical Corps ernannt. Zu seinen Aufgaben gehörte die Bekämpfung von Nagetieren und Typhus in den Vereinigten Staaten und Europa. Er besuchte auch die School of Military Government an der Boston University und wurde im April 1945 einer der Militärgouverneure von Mannheim, Deutschland. Im Jahr 1945 kehrte er im Dienstgrad eines Majors an die Universität zurück. Noch während seines Militärdienstes veröffentlichte er in der Zeit von 1942 bis 1945 19 wissenschaftliche Arbeiten und ein Buch. 
Hamilton unterrichtete Wirbeltierzoologie von 1930 bis zu seiner Pensionierung im Jahr 1963. Es handelte sich um einen zweisemestrigen Kurs, wobei Raney im Herbstsemester die Fische und Amphibien und Hamilton im Frühjahrssemester die Reptilien, Vögel und Säugetiere unterrichtete. 
Hamilton lehrte auch Grund- und Aufbaustudiengänge für Fortgeschrittene in Säugetierkunde, Herpetologie, Literatur der Wirbeltierzoologie und Wirtschaftszoologie.
Er war Hauptprofessor von über 60 Masterstudenten und Doktoranden in Säugetierkunde und Herpetologie. Darunter waren Roger W. Barbour, Allen H. Benton, Arthur H. Cook, James B. Cope, W. Robert Eadie, Raymond M. Gilmore, Everett W. Jameson, Jr., William M. Longhurst, John G. New, William Sheldon, Margaret Stewart, C. M. Tyron, Jr., Charles H. Wharton, James N. Layne und John O. Whitaker, Jr. 
Hamiltons Forschungsschwerpunkt galt der Ökologie und Lebensweise von Säugetieren. Ein Großteil seiner Arbeit fand im Bundesstaat New York statt, er führte aber auch umfangreiche Forschungen über Säugetiere und andere Wirbeltiere in Florida durch. Zu seinen wichtigsten Beiträgen gehörten Studien über Wühlmaus-Zyklen, worüber er die Arbeit The biology of microtine cycles veröffentlichte, Nahrungsgewohnheiten von Säugetieren und anderen Wirbeltieren sowie verschiedene Aspekte der Fortpflanzungsbiologie. Er veröffentlichte auch Arbeiten über die Lebensweise für einen großen Teil der Säugetiere im Osten der Vereinigten Staaten. Er war Autor von American Mammals, dem ersten Lehrbuch über Säugetierkunde in den Vereinigten Staaten, von Mammals of Eastern United States sowie Mitautor von Conservation in the United States. 
Hamiltons Forschungen außerhalb der Vereinigten Staaten beschränkten sich auf eine Untersuchung von Kuba-Schlitzrüsslern und Kubanischen Elfenbeinspechten, gefolgt von einer Reise nach Mittelamerika, um während seines Studiums Säugetiere zu sammeln, sowie einer Säugetierstudie mit George M. Sutton auf Southampton Island in der Hudson Bay einige Jahre später. Obwohl sein Hauptinteresse den Säugetieren galt, betrafen 44 von 233 Veröffentlichungen Hamiltons andere Tierarten, darunter 27 über Amphibien und Reptilien, 15 über Vögel und zwei über Fische. Hamilton beschrieb die Sherman-Kurzschwanzspitzmaus (Blarina shermani), die heute möglicherweise ausgestorben ist, die heute ungültige Unterart Neovison vison evergladensis des Amerikanischen Nerzes, die heute ungültigen Unterarten Oryzomys palustris planirostris und Oryzomys palustris sanibeli der Sumpf-Reisratte sowie die Unterart Mustela richardsonii semplei des Hermelins.
1924 wurde er Mitglied der American Society of Mammalogists. Neben der Präsidentschaft von 1951 bis 1953 war er auch Vizepräsident, Direktor und Mitglied zahlreicher Ausschüsse. Zudem war er Sekretär und Präsident der Ecological Society of America und zoologischer Herausgeber der Ecological Monographs. Er war Mitglied des Gremiums für Umweltbiologie der National Science Foundation und Vorsitzender des wissenschaftlichen Beratungsausschusses des E. N. Huyck Preserve und war viele Jahre lang wissenschaftlicher Mitarbeiter in der Abteilung für Säugetierkunde des American Museum of Natural History.

## Auszeichnungen und Dedikationsnamen
Zu Hamiltons beruflichen Auszeichnungen gehörten die Ernennung zum Ehrenmitglied der ASM und zum Fellow der American Association for the Advancement of Science, der New York Academy of Sciences und der Royal Horticultural Society in England. Zudem wurde er mit dem LePiniec Award der American Rock Garden Society und dem Outstanding Alumni Award der Cornell University gewürdigt. Nach Hamilton sind die Taxa Thoburnia hamiltoni, Corrodopsylla hamiltoni, Euschoengastia hamiltoni, Radfordia hamiltoni, Pygmephorus hamiltoni sowie die heute ungültige Insel-Unterart Ursus americanus hamiltoni des Amerikanischen Schwarzbären von Neufundland.